# Luigina Giavotti
Luigina Giavotti (Pavia, 12 de outubro de 1916 - Itália, 4 de agosto de 1976) foi uma ginasta italiana, medalhista no Jogos Olímpicos de Verão de 1928.
Luigina era atleta da "Società Ginnastica Pavese" quando foi convocada para participar dos Jogos Olímpicos de 1928, em Amsterdam, para compor a seleção italiana de ginástica artística. Na competição, ganhou uma medalha de prata por equipe. Com este feito, ela tornou-se a mais jovem medalhista dos Jogos de Amsterdã e também a mais jovem medalhista olímpica feminina de todos os tempos, com 11 anos e 301 dias de idade.